# José Guadalupe Osuna Millán
José Guadalupe Osuna Millán (Concordia, Sinaloa; 10 de diciembre de 1955) es un economista y político mexicano, miembro del Partido Acción Nacional, ha desempeñado los cargos de Presidente Municipal de Tijuana y Diputado Federal. Fue gobernador del estado de Baja California de 2007 a 2013.

## Carrera política
Es licenciado en Economía egresado de la Universidad Autónoma de Baja California, tiene una maestría en Ciencias Económicas en el Instituto Politécnico Nacional. Ha ocupado diversos cargos dentro del PAN, al que pertenece desde 1992, anteriormente se desempeñó en cargos públicos y privados. En 1995 fue elegido presidente municipal de Tijuana, posteriormente fue director de la Comisión Estatal del Agua en Baja California y precandidato a gobernador, en 2003 fue elegido diputado federal a la LIX Legislatura por el V Distrito Electoral Federal de Baja California. 
Osuna Millán ha sido director de Inversión Pública, subsecretario de Inversión Pública del Gobierno del Estado de Baja California, Director de Inmobiliaria del estado en Tijuana, Director del organismo operador de Agua Potable denominado Comisión Estatal de Servicios Públicos de Tijuana, fue presidente municipal de Tijuana en el XV Ayuntamiento y director de la Comisión Estatal del Agua, y diputado federal por Baja California.
En la gestión pública le ha tocado desarrollar el Proyecto Integral de Agua y Saneamiento para Tijuana financiado por el Banco Interamericano de Desarrollo (BID), la Planeación y Ejecución del Programa de Desarrollo Institucional auspiciado por la Organización Mundial de la Salud (OMS); bajo su dirección se construyeron importantes obras para abastecer de agua a la Ciudad de Ensenada (Acueducto Valle de Guadalupe-Ensenada), para la Ciudad de Tecate (Acueducto las Auras-Tecate), para Tijuana (Acueducto La Presa-El Florido), entre muchas otras.

## Candidato a gobernador

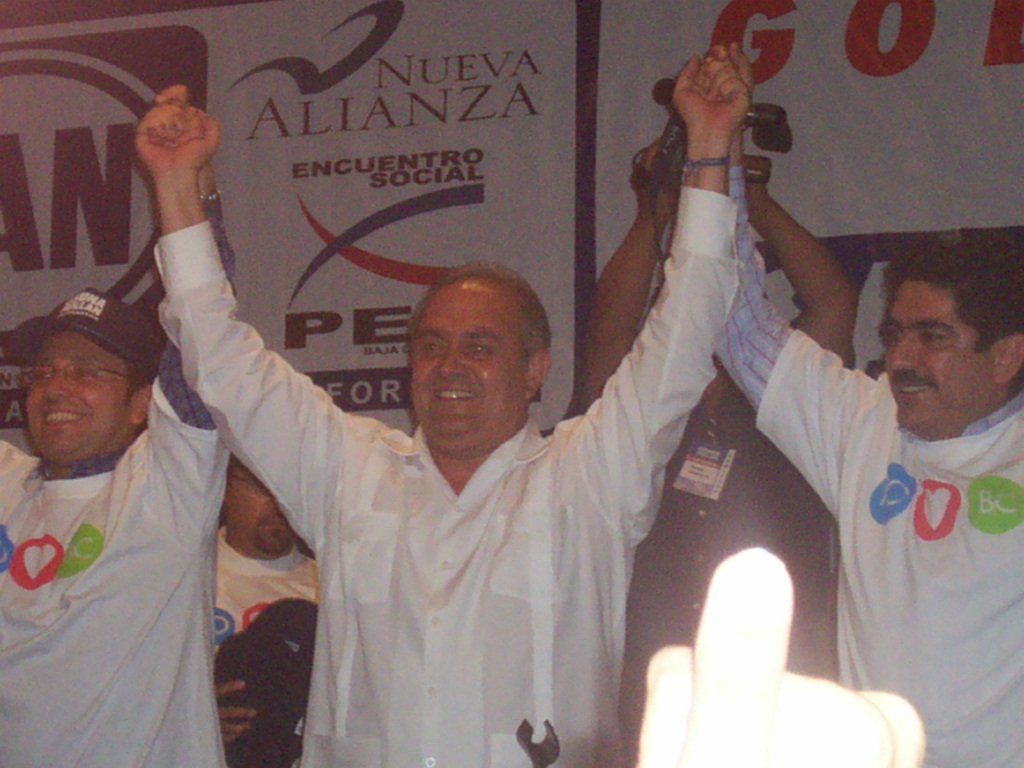
José Guadalupe Osuna Millán es aclamado como candidato ganador por los militantes del PAN.

En 2006 externó públicamente su intención de ser candidato de su partido a Gobernador de Baja California en el proceso electoral de 2007. El entonces gobernador Eugenio Elorduy Walther declaró que el PAN continuaría gobernando el Estado por seis años.
Osuna participó en la elección interna, se llevó a cabo el 22 de abril, fue declarado triunfador sobre su competidor Francisco Vega de Lamadrid. Francisco Vega de Lamadrid acusó a Elorduy Walther de interferir en la elección para favorecer a Osuna Millán.
Se registró oficialmente como candidato a Gobernador por la Alianza por Baja California formada por el Partido Acción Nacional, el Partido Nueva Alianza y el  Partido Encuentro Social el 6 de mayo iniciando formalmente las campañas el 24 de mayo. Las elecciones tuvieron lugar el 5 de agosto y según las encuestas de salida y el Programa de Resultados Electorales Preliminares fue el candidato que mayor número de votos obtuvo en la elección, con una ventaja de 7 puntos porcentuales sobre su más cercano contendiente Jorge Hank Rhon, candidato de la Alianza Para que Vivas Mejor (PRI-PVEM-PEBC). Esto fue confirmado el 16 de agosto por el conteo final del Instituto Estatal Electoral de Baja California, que declaró la validez de la elección, entregándole constancia de mayoría y su nombramiento como Gobernador electo.
La Alianza para que Vivas Mejor impugnó su triunfo en la elección para gobernador, sin embargo, el 27 de septiembre de 2007 el Tribunal de Justicia Electoral del Poder Judicial de Baja California confirmó su victoria electoral. Esta fue nuevamente impugnada ante el Tribunal Electoral del Poder Judicial de la Federación, que el 29 de octubre rechazó la demanda de anulación de las elecciones y ratificó definitivamente su triunfo.

## Trayectoria Pública
- 1979-1981. Secretaría de Programación y Presupuesto. Investigador.
- 1982-1984. Universidad Autónoma de Baja California. Escuela de Economía. Subdirector Académico.
- 1984. Universidad Autónoma de Baja California. Instituto de Investigaciones Económicas y Sociales. Director.
- 1984-1985. Secretaría de Asentamientos Humanos y Obras Públicas del Estado (SAHOPE). Director de Inversión Pública.
- 1985-1986. Acueducto Valle de Guadalupe-Ensenada. Director.
- 1989. Secretaría de Asentamientos Humanos y Obras Públicas del Estado (SAHOPE). Subsecretario de Inversión Pública.
- 1989-1990. Inmobiliaria del Estado Tijuana-Tecate. Director.
- 1990-1995. Comisión Estatal de Servicios Públicos de Tijuana(CESPT).Director general
- 1995-1998. Presidente Municipal de Tijuana , B.C.
- 1998-2000. Comisión Estatal del Agua. Director general.
- 2003-2006. Diputado federal. LIX Legislatura
- 2007-2013. Gobernador constitucional del Estado de Baja California